# Adelaide Anne Procter
Adelaide Anne Procter, född 30 oktober 1825 i London, England, död där 2 februari 1864, var en engelsk poet och filantrop. Hennes verk behandlade till största del arbetslösa kvinnor och hemlösa, och hon var engagerad i feministiska grupper och tidskrifter. Hon gifte sig aldrig, och delar av hennes poesi har lästs som att hon var lesbisk. Procter blev sjuk, möjligtvis på grund av sitt välgörenhetsarbete, och dog av tuberkulos 38 år gammal.
Procters karriär som författare började redan när hon var tonåring. Hennes dikter publicerades främst i Charles Dickens tidskrifter Household Worlds och All the Year Round, innan de senare gavs ut i bokformat. Hennes poesi verkar ha påverkats mycket av hennes välgörenhetsarbete och konvertering till romersk katolicism, och behandlar teman som hemlöshet, fattigdom och fallna kvinnor. 
Procter var Viktoria av Storbritanniens favoritpoet. Hennes poesi kom ut i flera utgåvor under 1800-talet, och Coventry Patmore kallade henne samtidens populäraste poet, efter Lord Tennyson. Dikterna har tonsatts och blivit psalmer, och givits ut även i USA och Tyskland. Hennes berömmelse avtog emellertid under 1900-talets början, och få moderna kritiker har gett henne uppmärksamhet. De som har gjort det menar å andra sidan att hennes verk är betydande, delvis för att de avslöjar hur viktorianska kvinnor uttryckte annars undertryckta känslor.

## Liv
Adelaide Anne Procter föddes på 25 Bedford Square i Bloomsbury, London, den 30 oktober 1825. Hennes far var poeten Bryan Procter, hennes mor Anne (född Skepper). I familjen fanns det starka band till litteraturen, och bland annat besökte romanförfattaren Elizabeth Gaskell ofta hushållet. Procters far umgicks med poeten Leigh Hunt, essäisten Charles Lamb och romanförfattaren Charles Dickens. Han var dessutom bekant med poeten William Wordsworth och kritikern William Hazlitt. 1895 skrev familjevännen Bessie Rayner Parkes att "alla med någon form av litterärt anspråk verkade röra sig in och ut ur huset. Kembles, Macreadys, Rossettis, Dickens, Thackerays, verkade aldrig riktigt vara besökare, utan snarare tillhöra stället." Författaren och skådespelaren Fanny Kemble skrev att den unga Procter "ser ut som en poets barn, och en poet … [med] ett övernaturligt tankfullt, och sorgset uttryck för ett så litet barn".
Dickens högaktade Procters kvicktänkthet. Han menade att den unga Procter utan problem bemästrade de ämnen som hon gav uppmärksamhet åt:
| ”                       | Fortfarande som barn lärde hon sig utan svårigheter flera av Euklides problem. När hon blev äldre lärde hon sig franska, italienska och tyska … piano … [och] att teckna. Men så snart hon helt hade övervunnit svårigheterna med något studium tappade hon intresset för det, och gick vidare till något annat. | „ |
| – Charles Dickens, 1866 | |   |

Procter var en genuin läsare, och var till stor del självlärd – även om hon studerade vid Queen's College i London 1850. Colleget grundades 1848 av Frederick Denison Maurice, en kristen socialist. På fakulteten fanns romanförfattaren Charles Kingsley, kompositören John Hullah och författaren Henry Morley. Tidigt visade hon en kärlek till poesi. Medan hon fortfarande var ett litet barn bar hon med sig ett "litet album … där hennes favoritstycken nedtecknades av hennes moders hand innan hon själv kunde skriva … såsom någon annan liten flicka kunde ha burit en docka". Procter fick sin första dikt publicerad medan hon fortfarande var tonåring. Dikten, "Ministering Angels", publicerades i Heath's Book of Beauty 1843. 1853 bidrog hon till Dickens Household Words under pseudonymen "Mary Berwick"; hon använde pseudonym då hon ville att hennes verk skulle bedömas efter sin kvalitet snarare än i relation till Dickens förhållande till hennes far. Det skulle dröja ett år innan Dickens fick reda på Berwicks egentliga identitet. Efter att dikten publicerats i tidskriften följde en längre tid då Proctor var kopplad till Dickens tidskrifter. Sammanlagt publicerade Procter 73 dikter i Household Words och 7 dikter i All the Year Round. De flesta av dessa samlades sedan i hennes två första diktsamlingar, båda med titeln Legends and Lyrics. Hon publicerades också i Good Words och Cornhill. Förutom att skriva poesi var Procter utgivare av tidskriften Victoria Regia, som blev det "uttryckligen feministiska förlaget" Victoria Press glansnummer.
1851 konverterade Procter till romersk katolicism. Efter konverteringen blev Procter aktiv i olika välgörenhetsarbeten och feministiska frågor. Hon blev en del av Langham Place Group, som arbetade för att förbättra kvinnors villkor. Hon bekantade sig med feministerna Bessie Rayner Parkes och Barbara Leigh Smith, senare Barbara Bodichon. 1858 var Procter med och grundade English Woman's Journal och 1859 Society for the Promotion of the Employment of Women.; både föreningen och tidskriften hade som mål att ge kvinnor större ekonomiska och arbetsmarknadsmässiga möjligheter. På pappret var Proctor bara en medlem bland många, men medlemmen Jessie Boucherett konstaterade att Procter var den som gav liv i föreningen. Hennes tredje diktsamling, A Chaplet of Verses (1861) gavs ut till förmån för ett katolskt natthärbärge för kvinnor och barn som hade grundats 1860 på Providence Row i East End.
I ett brev som William Makepeace Thackeray skrev till sina döttrar 1858 blev Procter det året förlovad. Det är fortfarande okänt vem denna fästman var, och någon vigsel ägde aldrig rum. Enligt Procters tyska biografiker Ferdinand Janku verkar förlovningen ha pågått under flera år, innan Procters fästman bröt den. Kritikern Gill Gregory tror att Procter kan ha varit lesbisk och kär i Matilda Hays, en medlem i Society for the Promotion of the Employment of Women. Andra kritiker har kallat relationen med Hays "känslomässigt intensiv". Procters första diktsamling, Legends and Lyrics från 1858, dedicerades till Hays, och samma år skrev hon en dikt med titeln "To M.M.H." Där uttrycker Procter "sin kärlek till Hays … [Hays var en] romanförfattare och översättare av George Sand och en kontroversiell person … [som] klädde sig i manskläder och som hade levat med skulptören Harriet Hosmer i Rom tidigare under 1850-talet." Flera män visade henne intresse, men Procter gifte sig aldrig.
1862 blev Procter dålig. Dickens med flera menade att sjukdomen berodde på hennes intensiva välgörenhetsarbete. Man försökte rädda hennes liv genom en vattenkur i kurorten Malvern, men det misslyckades. 3 februari 1864 avled Procter av tuberkulos, efter att ha legat till sängs i nästan ett år. I pressen beskrevs hennes död som "en nationell katastrof". Hon begravdes i Kensal Green Cemetery.

## Författarkarriär
Procters poesi påverkades i hög grad av hennes religiösa övertygelse och hennes välgörenhetsarbete. Teman som hemlöshet, fattigdom och fallna kvinnor var vanliga. I sina förord till diktsamlingarna betonar hon de fattigas misär, liksom i dikter som "The Homeless Poor" (De hemlösa fattiga):
| Engelskt original In that very street, at that same hour, In the bitter air and drifting sleet, Crouching in a doorway was a mother, With her children shuddering at her feet. She was silent – who would hear her pleading? Men and beasts were housed – but she must stay Houseless in the great and pitiless city, Till the dawning of the winter day. (51–58) | Fri översättning På just denna gata, och vid samma tid, I bitter luft och slaskig snö, Kröp en moder ihop i en port, Med sina barn huttrandes kring benen. Hon var tyst – vem skulle höra hennes bön? Män och odjur hade bostad – men hon måst förbli Hemlös i den stora obarmhärtiga staden, Till vinterdagens gryning. (51–58) |

Procters katolicism påverkade också hennes val av bildspråk och symbolik. Ofta återkommer exempelvis referenser till jungfru Maria, för att "hos sekulära och protestantiska läsare introducera möjligheten att en gudomlig ordning kan kritisera den viktorianska genusideologins maktstruktur."
Hon skrev flera dikter om krig (de flesta av de dikter på temat som publicerades i Household Works skrevs av Procter), men berör sällan ämnet direkt. Hon föredrar att lämna kriget "i bakgrunden, något som antyds snarare än påstås." Krigsdikterna skildrar i allmänhet konflikter som något som "kan ena en nation som har splittrats av klassmotsättningar."
Enligt Gill Gregory behandlar Procter, till skillnad från många av de andra kvinnliga poeterna kring samma tid, såsom Felicia Hemans och Letitia Elizabeth Landon, inte "öppet den svårbesvarade frågan om poeten, i synnerhet den kvinnliga poeten och hennes väg till berömmelse." Huvudsakligen berör hon istället arbetarklasserna, i synnerhet arbetarkvinnor, där "de kvinnliga antagonisternas känslor inte uttrycks fullt ut."
Hennes verk förkroppsligar ofta en viktoriansk sentimentalitetsestetik, men enligt Francis O'Gorman med "särpräglad styrka". Hon uttrycker känslor affektivt utan förenkling, och håller den "känslomässiga energin [i spänning] … mot komplikationer och nyanser". Hennes språk är enkelt, och till en vän uttryckte hon sin "dödsskräck inför att missförstås och misstolkas." Poesin kännetecknas av "enkelhet, rättframhet och uttrycksklarhet."

### Mottagande
|  |
|  |

Procter var omåttligt populär under mitten av 1800-talet. Hon var drottning Viktoria av Storbritanniens favoritpoet, och Coventry Patmore menade att efterfrågan på hennes verk var större än alla andra poeter utom Alfred, Lord Tennyson. Hennes dikter uppskattades på grund av dess klarhet i uttrycket, och även om de inte ansågs så "originella i tanken [är deras förtjänst att] de onekligen är uttryckta av 'ett troende hjärta', som häver ur sig sin fullhet." Procter själv uttryckte inte mycket ambition rörande sina verk, och hennes vän Bessie Raynor Belloc trodde att hon plågades av tanken på att henne rykte som poet överglänste faderns. Hon konstaterade att Procter sagt att "Pappa är poet. Jag skriver bara strofer."
Populariteten fortsatte efter hennes död, och den första volymen av Legends and Lyrics hade 1881 kommit ut i 19 utgåvor. Samma år hade den andra volymen kommit ut i 14 utgåvor. Många av hennes dikter blev psalmer, eller på annat vis tonsatta. Arthur Sullivan tonsatte The Lost Chord 1877, en sång som kom att bli bland de mest kommersiellt framgångsrika under 1870- och 80-talet i både Storbritannien i USA. Hennes verk gavs ut i USA, och översattes till tyska. 1938 hade dock hennes rykte sjunkit så lågt att en textboks enda omnämnande av hennes dikter var att de var "korkade, triviala och ovärdiga ämnet". Kritiker som Cheri Larsen Hoeckley, Kathleen Hickok och Natalie Joy Woodall menar att hennes sjunkande rykte åtminstone delvis har att göra med det sätt som Charles Dickens karakteriserade henne på: som en "model middle-class domestic angel" (ungefär en "medelklassmodell av en inhemsk ängel"), och en "fragile and modest saint" (ungefär ett "bräckligt och blygsamt helgon") — snarare än som en "aktiv feminist och stark poet". Emma Mason menar att även om Dickens skildring av Procter "släckte allt modernt intresse" för henne, hjälpte det även att "rädda Procter från den sorts oändliga gissningslek om hennes privatliv som har förvirrat studier av kvinnor som Letitia Landon."
Inte heller bland moderna kritiker har Procters verk rönt mycket uppmärksamhet. De få kritiker som har studerat hennes poesi finner den i allmänhet viktig på grund av det sätt som hon öppet uttrycker konventionella känslor samtidigt som hon mellan raderna underminerar dem. Enligt Isobel Armstrong använder sig Procter i sin poesi, likt många andra kvinnliga 1800-talspoeter, av konventionella idéer och uttryckssätt utan att följa dem helt. Francis O'Gorman anger "A Legend of Provence" som ett exempel på en dikt med denna sorts "dubbla relation till de strukturer av genuspolitik den verkar befästa." Andra kritiker sedan Armslång menar att Procters poesi, trots att den på ytan kan förefalla dam-lik, visar tecken på förtryckta känslor och begär. Kirstie Blair menar att känslornas förträngning i Procters arbeten gör de narrativa dikterna ännu kraftfullare, och Gill Gregory menar att Procters poesi ofta uttrycker kvinnlig sexualitet på ett okonventionellt vis, samtidigt som den ofta ger uttryck för sexuella begär. Elizabeth Gray kritiserar det faktum att de få diskussioner av Procters poesi som äger rum i huvudsak fokuserar på genus, och menar att "bredden och den formella uppfinningsrikedomen hos denna illustrativt representativa viktorianska poet till stor del förblivit oupptäckt."